# 赫勒曼岩
赫勒曼岩（英語：Hellerman Rocks）是南極洲的岩石，位於帕默群島的昂韋爾島西南岸，處於赫米特島以東0.7公里，由7座小島組成，現時由南極條約體系管理。